# (5379) Abehiroshi
(5379) Abehiroshi est un astéroïde de la ceinture principale.

## Description
(5379) Abehiroshi est un astéroïde de la ceinture principale. Il fut découvert le 16 avril 1991 à Kiyosato par Satoru Ōtomo et Osamu Muramatsu. Il présente une orbite caractérisée par un demi-grand axe de 2,40 UA, une excentricité de 0,06 et une inclinaison de 3,8° par rapport à l'écliptique.

## Compléments